# Pernopter

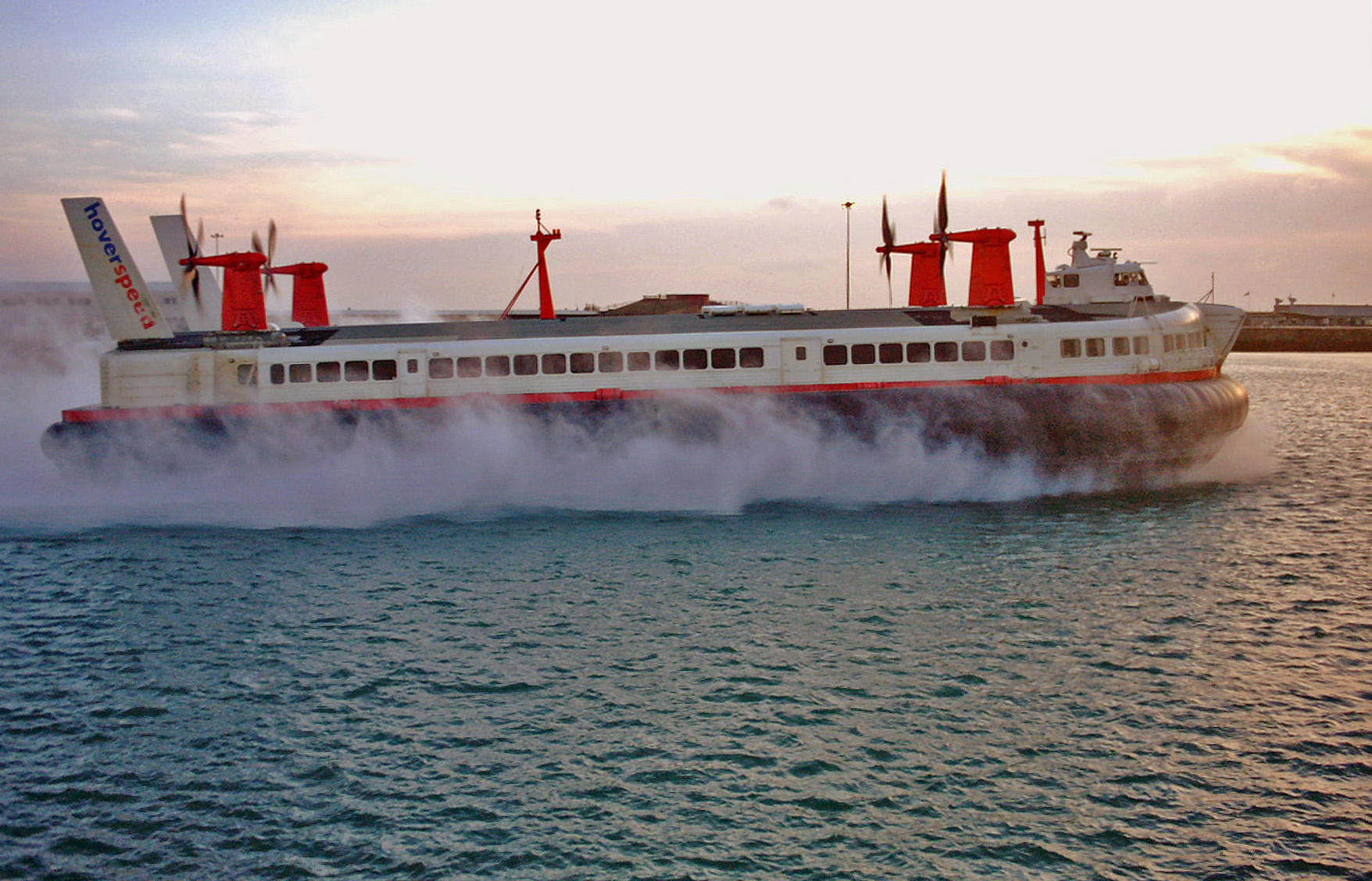
Nava pe pernă de aer SR.N4

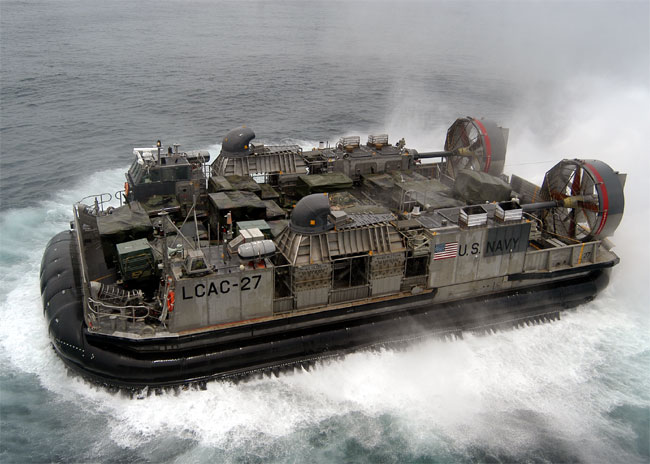
Navă pe pernă de aer militară

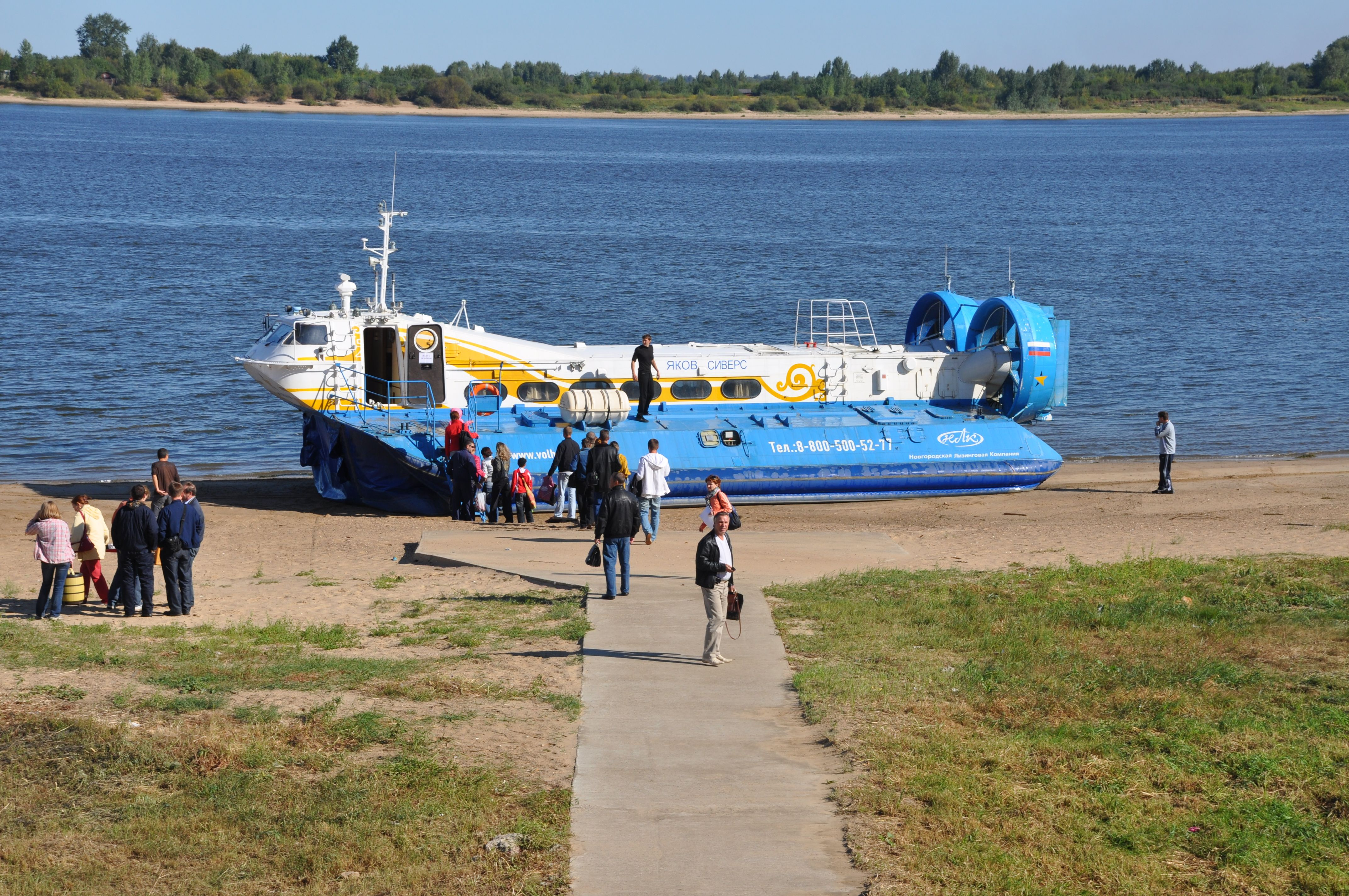
Navă de pasageri de pe o pernă de aer А48 cu pasagerii

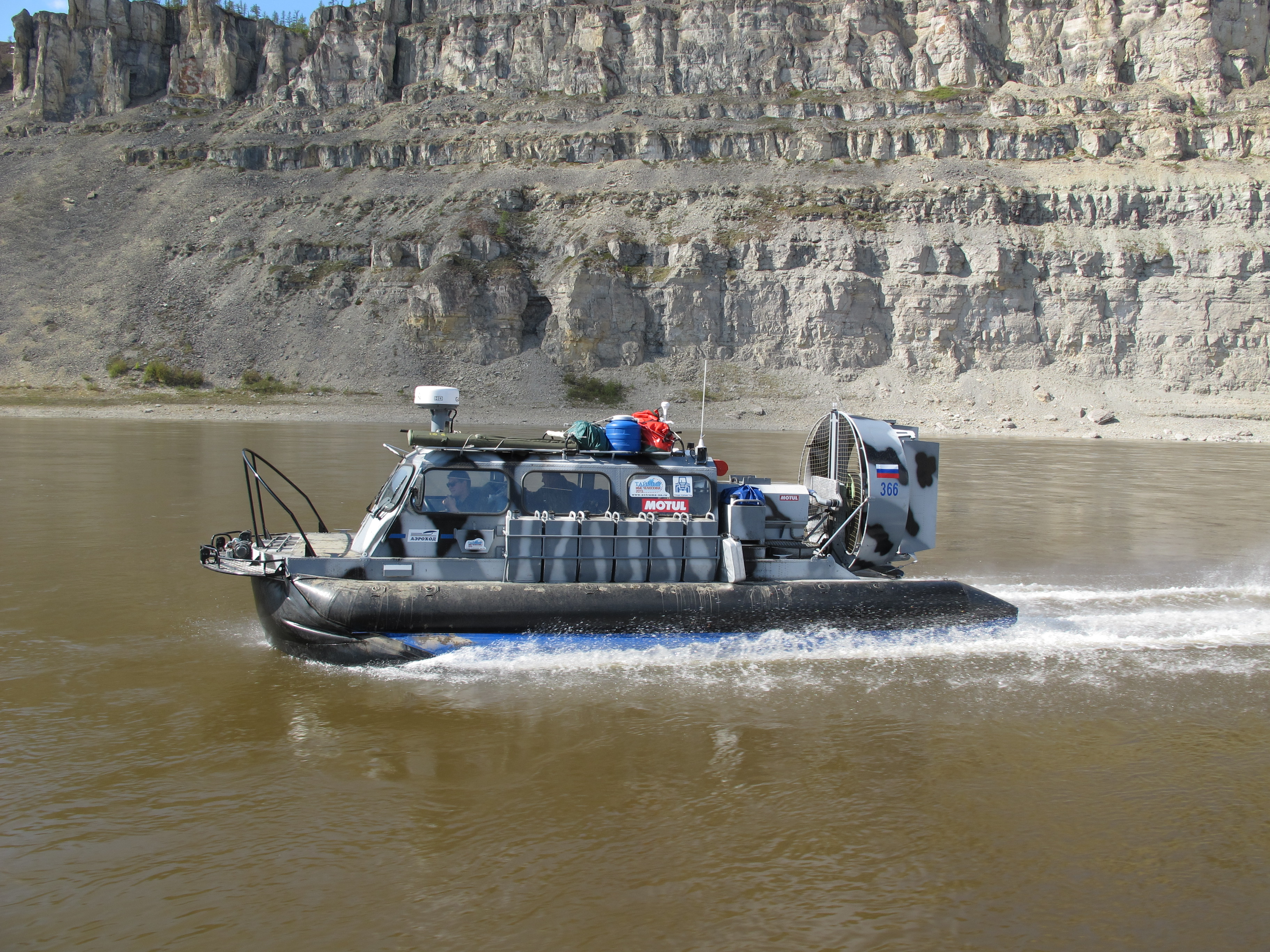
Barca pe o pernă de aer Hivus-10

Un pernopter  numit și navă pe pernă de aer sau aeroglisor  (engleză : hovercraft; franceză: aeroglisseur) este o navă care se deplasează deasupra apei sau solului planând pe o pernă de aer creată sub carenă cu ajutorul unor ventilatoare puternice. Această pernă este formată de jeturi de aer refulat în cantitate mare și cu presiune de o instalație turbo-suflantă. 

Jeturile de aer sunt dirijate spre suprafața apei printr-o duză inelară așezată la periferia navei. Perna de aer are grosimi de 0,5-5 m, funcție de tonajul navei, viteză, suprafața de glisare etc. Deplasarea pe orizontală se obține printr-un sistem propulsor cu elice aeriană, sau cu un sistem de propulsie reactiv cu jet. Viteza unei astfel de nave poate fi de 100-200 km/h. 
Navele cu pernă de aer prezintă avantaje multiple cum ar fi viteză mare de deplasare, rezistență și consum mic de combustibil, posibilitatea de a trece peste zone cu adâncimi mici sau teren uscat accidentat.
Navele de dimensiuni mici sunt utilizate la transportul de pasageri, patrulare, pază, pe distanțe scurte și medii în apropierea coastei și pe canale, servicii de ambulanță, competiții  sportive, iar modelele mai mari, pentru operațiuni militare, transportul de autoturisme și pasageri, cisterne cu diverși combustibili și echipament greu în medii dificile și greu accesibile pentru alte tipuri de nave.

## Istoric
In 1716 suedezul Emanuel Swedenborg a creat primul concept de ambarcațiune care poate trece peste un strat de presiune de aer.
În anul 1926 ideea acestui tip de navă este reînnoită teoretic, de către Konstantin Eduardovich Tsiolkovski și Levkov. Sovieticii au testat cu succes prima pernă de aer între anii 1934 și 1935. Experimentul a fost făcut pe sol uscat, apă și gheață. Uniunea Sovietică a fost unul din principalii constructori de nave pe perne de aer militare.
Cel care a pus în practică acest concept este inginerul englez Christopher Cockerell.
Pe 25 iulie 1959, britanicii au lansat prima pernă de aer SR.N 1 (construită de compania aviatică Saunders Roe), care a transportat un pasager. 
Crockerell a reușit apoi să demonstreze că aparatul pe care l-a dezvoltat poate fi util și în armată. Pe aerodromul din Farnborough, a arătat că invenția sa poate transporta o încărcătură de până la 12 soldați, cu tot cu echipament, un pilot și copilot.
În anii ’60, Saunders Roe a dezvoltat mai multe nave pe perne de aer pentru transport de pasageri, inclusiv SR.N 2, care a operat pe canalul Solent, în 1962.
Prima navă pe pernă de aer care a traversat Canalul Mânecii a fost nava SR.N 4. Cursa inaugurală a avut loc la 1 august 1968. Nava avea o lungime de 40 m, lățime de 23,4 m și o înălțime deasupra apei de 12 m. Elicele aeriene situate în cele patru colțuri ale punții, activate de patru turbine de câte 3500 CP, asigurau o viteză de 135 km/h. La viteză maximă nava se ridica 1 m deasupra apei. Traversarea canalului s-a făcut în 35 de minute. Nava putea să transporte 254 de pasageri și 34 automobile sau numai 609 pasageri.
Mai târziu a fost creat modelul SR.N 6, care a parcurs canalul Solent de la Southsea spre Ryde. Aplicații militare ale pernelor de aer SR.N 1 și SR.N 6, au fost utilizate de catre aviația militară americană.
Prima navă pe pernă de aer românească a fost proiectată și construită de ICEPRONAV Galați pentru transportul de călători în Delta Dunării și a făcut cursa inaugurală în toamna anului 1979. Nava era acționată de un sistem de propulsie cu jet reactiv și a parcurs distanța Galați-Tulcea în 35 de minute cu o viteză medie de 57 km/h. Nava putea transporta 35 de pasageri.

## Tipuri
Navele pe pernă de aer pot fi de tip amfibie ce se poate deplasa pe apă și/sau pe uscat și neamfibie numai pe uscat.

### Nave pe pernă de aer de tip amfibie
- cu cameră de presiune - reprezintă cel mai simplu concept. Aerul este forțat să intre într-o cameră de presiune formată sub vehicul. Camera este alimentată de un ventilator montat în partea superioară a camerei de presiune, iar aerul este lăsat să curgă pe toată periferia vehiculului. Propulsia în cazul navelor pe pernă de aer cu cameră de presiune este realizată cu elice eoliene sau cu jeturi de aer.

- cu jeturi periferice -  perna de aer este alimentată prin jeturi periferice de aer care formează o cortină de presiune, limitând astfel scăpările de aer din cameră.

- cu fuste elastice - perna de aer este menținută sub vehicul prin intermediul unui sistem de fuste elastice, amplasate în partea inferioară a vehiculului, pe toată periferia. Datorită optimizării fustelor, prin realizarea unor soluții constructive deosebite, acest tip navă pe pernă de aer a devenit cel mai performant.[2]

### Nave pe pernă de aer de tip neamfibie
Navele pe pernă de aer de tip neamfibie, ce pot evolua pe sol uscat, accidentat, gheață, sau zăpadă sunt prevăzute cu pereți laterali rigizi, perna de aer se formează între pereții laterali și structurile flexibile din prova și pupa, ceea ce reduce semnificativ pierderea de aer.
Navele cu pereți laterali rigizi imerși, sau de tip neamfibie necesită un procent de 30% din puterea de propulsie necesară navelor de tip amfibie, la același deplasament. Acest tip necesită cantități mari de energie pentru sustentație și propulsie.